# Melvin Gordon
Melvin Gordon III (Kenosha, Wisconsin, 13 de abril de 1993) más conocido como Melvin Gordon, es un jugador profesional estadounidense de fútbol americano que se desempeña en la posición de running back en Baltimore Ravens, equipo de la National Football League (NFL).

## Carrera
Fue seleccionado en la primera ronda en la Reunión Anual de Selección de Jugadores de la NFL de 2015. Hizo su debut profesional con el equipo San Diego Chargers en 2015 que, en 2017 pasó a llamarse Los Angeles Chargers, en el cual jugó cinco temporadas (2015-2020), después pasó a Denver Broncos (2020-2023), luego a Baltimore Ravens, donde lleva jugando una temporada.